# Marguetta pulchra
Marguetta pulchra är en mossdjursart som beskrevs av Jullien 1903. Marguetta pulchra ingår i släktet Marguetta och familjen Bryocryptellidae. Inga underarter finns listade i Catalogue of Life.